# BR-277
A BR-277, conhecida como "Grande Estrada", é uma rodovia federal transversal do Brasil. Foi inaugurada em março de 1969 e tem 732,2 km de extensão, com início no Porto de Paranaguá e término na Ponte Internacional da Amizade, em Foz do Iguaçu. 
Ao sair de Curitiba, a rodovia coincide com a Rodovia do Café (BR-376), até sua interação com seu trajeto original no km 140. Conta com 228 quilômetros de pista dupla, como de Paranaguá à interseção com a BR-376, no km 140, em Cascavel, Guarapuava e de Matelândia a Foz do Iguaçu.
É uma das poucas rodovias federais integralmente paranaenses.

## A Rodovia
Corta o estado do Paraná no sentido leste-oeste, ao longo do paralelo 25°30', ligando o Porto de Paranaguá a Curitiba, Campo Largo, Palmeira, Irati, Prudentópolis, Guarapuava, Laranjeiras do Sul, Cascavel e Foz do Iguaçu. Interliga-se com a Ruta PY-02, antiga Ruta 7, conhecida como Rodovia Transparaguaia. Esta também obedece à mesma orientação e estende-se através de 330 km, alcança Assunción. Dali segue rumo à Cañada de Oruro, fronteira com a Bolívia, passa por Santa Cruz de La Sierra, Cochabamba, La Paz., na Ruta 33 da Bolívia. Enfim, interliga Cuzco, Nazca e Lima, no Peru. Assim, a BR-277 é parte integrante da Rodovia Panamericana que de Lima, Capital do Peru, atinge Paranaguá, no Atlântico, após atravessar a Bolívia e o Paraguai.
Em território brasileiro, constitui-se na espinha dorsal do sistema rodoviário da terra das araucárias, o Paraná. Rodovias Federais e Estaduais a cortam ou para ela convergem, como a Rodovia do Café, as BR-163, BR-369 e BR-163.

## Segmento Curitiba – Paranaguá

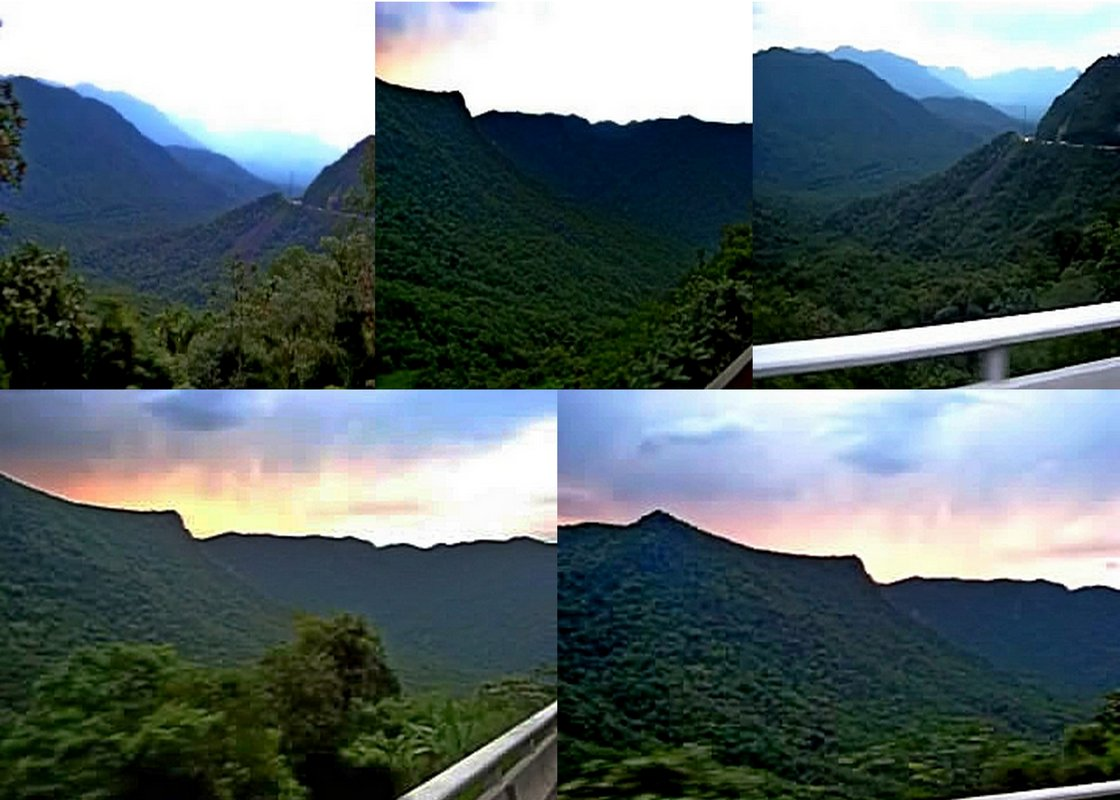
Morro Do Cabrestante e região entre Viaduto Caruru e Viaduto Dos Padres.

Os 86,5 km da BR 277 que correspondem à transposição da Serra do Mar compõem um capítulo à parte na história da rodovia, pois foram fruto de uma urgente demanda por infraestrutura no estado. Em meados do século XX, transcorridos quase setenta anos da conclusão da Estrada Da Graciosa, esta já se encontrava saturada e não mais permitia uma locomoção à altura das cargas entre o porto e a capital; bem como dos veranistas, que na época ainda não eram tão numerosos. Operando também a estrada de ferro na sua máxima capacidade, formava-se um gargalo atravancando o desenvolvimento paranaense, que apenas em 1946 vislumbrou saída com os primeiros estudos para a construção da então chamada “BR 35 – Leste”. Foi escolhido para sua extensão o lado oposto da mesma “garganta” que outrora deu passagem aos primeiros povoadores de Curitiba, na qual se assenta o antigo Caminho Do Arraial.

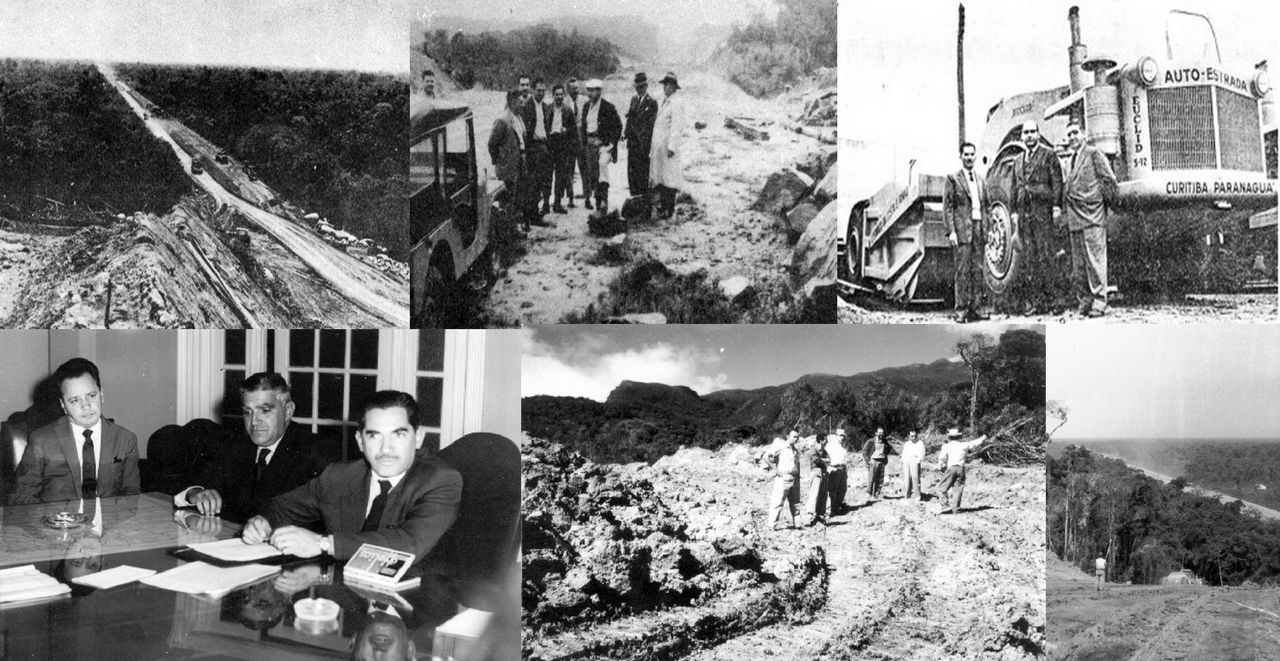
Na ordem da leitura:1 - pista dupla em construção no litoral, perto de Paranaguá, 1960.2 - Lupion (de boné cinza claro) com a equipe do DER: José Lupion Jr., Eurico Macedo entre outros.3 - Governador Moyses Lupion (centro); Alberto Franco, à direita, e o desembargador Antonio Franco (à esquerda) posam ao lado de uma moto-scrapers da empreiteira Lysimaco.4 - Irmãos Lysimaco. à esquerda, o cunhado José Munhoz de Mello, autor do contrato da auto-estrada entre o governo e a empreiteira; no centro, Lysimaco da Costa (dono da empreiteira) e Alberto Franco Ferreira da Costa.5 - Ayrton Lolô Cornelsen (1º à esquerda), Eurico Macedo (de boné), José Lupion Jr.e Theodocio Aterino visitam trecho da BR-35. A partir do momento que Lolô assumiu a fiscalização e algumas obras da auto-estrada, o ritmo de realizações aumentou.6 - Empreiteira Lysimaco, na terraplenagem.

Somente em 5 de maio de 1950 foram iniciadas as obras, a cargo da firma Lysimaco Da Costa & Irmão, a qual viria a executar 12.611.565.781m³ de terraplanagem. Finda essa etapa, o DER assumiu a condução dos trabalhos visando cumprimento da promessa eleitoral do governador Ney Braga, quem hoje cede oficialmente o nome à estrada, conforme lei de 2001. Anteriormente houve a sugestão de alguns intelectuais para que se chamasse Dom Pedro II, homenageando este que foi o primeiro chefe de estado a cruzar a serra, em 1880. Tão inóspito era o trecho serrano que às vezes os operários ficavam isolados, sem receber materiais e víveres durante breves períodos.
Os 230 dias de chuva ao longo do ano de 1967 prejudicaram a já tardia conclusão do asfalto e sua inauguração, que só se deu em 6 de abril de 1968 com uma das pistas ainda incompleta. O modelo de contrato com as empresas participantes contribuiu para a demora, pois este as remunerava pelo tempo de serviço. Tanto dinheiro gasto em tão poucos resultados atraiu a atenção da imprensa nacional, através de ácidas reportagens da revista Panorama e do jornalista David Nasser para a Cruzeiro. A reviravolta que acelerou o andamento das obras veio quando o governo, instruído por um conhecido advogado carioca, passou a soltar as ordens de serviço todas de uma vez, obrigando as empreiteiras a fazer fortes investimentos em maquinário para poder cumprir o que fora contratado. No local de maior beleza na serra foram feitos dois grandes viadutos, o Caruru – última obra a ser concluída – e o dos Padres – que é a estrutura mais extensa. Ao cortar a faixa inaugural, no km 0 em Paranaguá, o presidente Costa E Silva se admirou com a grandeza da estrada e brincou dizendo que gostaria de percorrê-la a pé. Mais tarde se dirigiu ao ponto final dela, sendo bem recebido pelo povo no Centro Politécnico da capital. Foi grande a satisfação dos trabalhadores, a quem as empreiteiras ofereceram uma churrascada em comemoração ao fim da obra. Duas horas de ser a via concedida ao tráfego, saiu da rodoviária (na época o Terminal Guadalupe) o primeiro ônibus da Viação Graciosa com destino a Paranaguá, tendo seu preço reduzido de NCr$ 2,40 para NCr$ 1,65; e seu percurso diminuído em 40min comparando-se à rota anterior.
A facilitação do transporte possibilitou de imediato um aumento em 20% nas exportações pelo porto de Paranaguá. Com isso o litoral paranaense vivenciou um êxtase imobiliário e um crescimento do turismo, antes pouco expressivo. A duplicação veio 20 anos depois por obra da empreiteira C. R. Almeida, que aproveitou as estruturas deixadas pelos construtores para os novos viadutos e pontes. Contudo atualmente uma nova saturação se aproxima, criando a possibilidade de que futuras soluções venham a impactar o meio ambiente na Serra do Mar e nas praias. Exemplos disso são os projetos de duplicação da PR 407, a criação do porto de Pontal do Paraná e do trecho paranaense da BR 101; que entre outras ideias, contariam com grande anuência de órgãos ambientais.

## Importância econômica
A rodovia é de grande importância econômica para o Brasil e até mesmo para o Paraguai, pois liga a fronteira Brasil-Paraguai com o Porto de Paranaguá. Por parte do Brasil, é uma das mais importantes rodovias da Região Sul do Brasil, pois liga Curitiba (capital do Estado e terceira cidade com maior PIB do Brasil) à cidade portuária de Paranaguá (que tem acesso ao Oceano Atlântico), e com a cidade fronteiriça de Foz do Iguaçu, uma das cidades mais turísticas do Brasil, devido às Cataratas do Iguaçu, à hidrelétrica de Itaipu e ao comércio com o Paraguai). Já para o Paraguai, serve como saída para o mar, utilizando o porto de Paranaguá para suas exportações internacionais, tendo ligação direta com Assunção (capital do Paraguai) através da Rodovia PY-02 em território paraguaio. Na fronteira há intenso comércio entre os dois países; O turismo na região de Foz do Iguaçu é grande devido ao comércio fronteiriço e principalmente pelas Cataratas do Iguaçu e pela Usina de Itaipu. No Paraná, há grande produção de soja, milho, frango, leite, celulose e pescado, entre outros produtos (que são exportados em Paranaguá), e o Paraguai utiliza o porto para realizar parte de suas exportações pelo Oceano Atlântico..

## Concessão

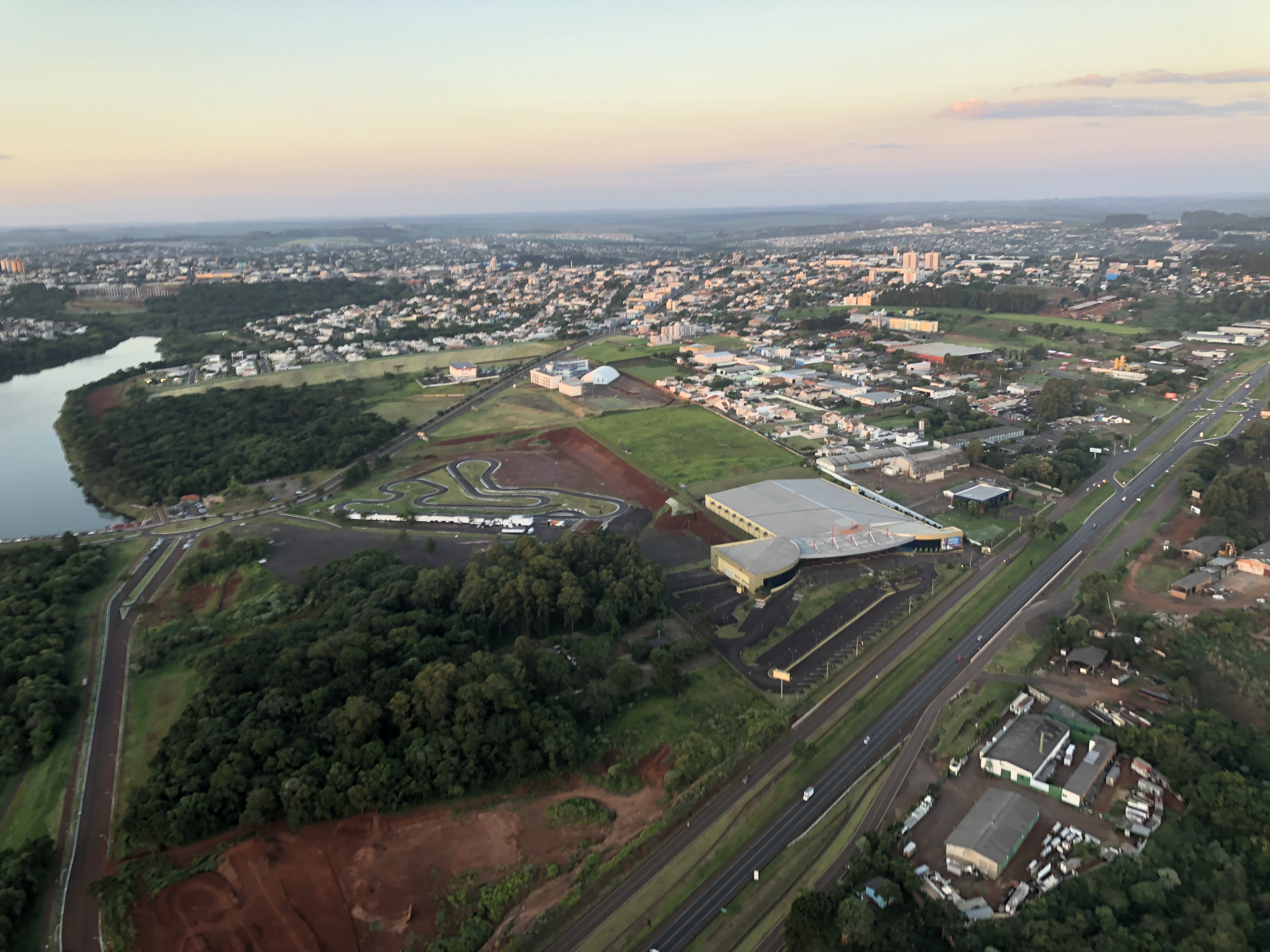
Rodovia próximo ao perímetro urbano de Cascavel

A BR-277, assim como as BRs 369 e 376, que formam um triângulo dentro do estado do Paraná (Anel de Integração do Paraná), foram concedidas para empresas privadas em 1997, no início da era das concessões de estradas do Brasil. Os contratos valiam até 2021. Inicialmente deveriam ser duplicados 995 km de estradas do Paraná, e se prometia à população que o Estado teria rodovias de Primeiro Mundo, impulsionando fortemente o crescimento econômico. Mas logo foram assinados aditivos que retiraram dos contratos duplicações e outras obras. O compromisso de duplicação caiu de 995 para 616 km. Para piorar, em 2019, o que havia sido duplicado não passava de 300 km, mesmo com as tarifas de pedágio subindo todos os anos. O MPF (Ministério Público Federal) então realizou a Operação Integração, que mostrava que as mudanças feitas nos contratos fazem parte de um milionário esquema de propinas. As empresas pagaram ao menos R$ 35 milhões em propinas para conseguir estas mudanças nos contratos. O desvio de dinheiro estimado no esquema dos pedágios chega a R$ 8,4 bilhões. Alguns dos citados pelo MPF de receber estas propinas são: Jaime Lerner, Roberto Requião e Beto Richa, todos ex-governadores do Estado do Paraná, e estariam envolvidas as concessionárias Rodonorte, Econorte, Ecovia, Ecocataratas, Caminhos do Paraná e Viapar.
Partindo do Km 0 em Paranaguá até Curitiba, era operada pela empresa Ecovia, uma subsidiária da empresa EcoRodovias. O trecho seguinte, de Curitiba até o Km 140, em São Luiz do Purunã, era operado pela RodoNorte, subsidiária da Companhia de Concessões Rodoviárias. A concessionária Caminhos do Paraná operava o Lote 4, de São Luiz do Purunã até Guarapuava. E de Guarapuava a Foz do Iguaçu, o Lote 3 era operado pela concessionária Ecocataratas, outra subsidiária da EcoRodovias. 
O contrato de concessão venceu em 26 de novembro de 2021, dia em que o pedágio deixou de ser cobrado em todo o estado. Para a nova concessão, o governo Jair Bolsonaro e o governo paranaense de Ratinho Jr., planejaram, adotar um modelo com tarifas menores mas que garantisse as duplicações, e também a transparência nos gastos.  Partidos e políticos de esquerda, se opuseram ao novo modelo de pedágio, preferindo um modelo que priorizasse a manutenção asfáltica e tarifas menores. Com a eleição do novo governo Lula, a expectativa era de uma mudança no modelo que deveria ser adotado no Paraná, com o presidente afirmando que mudaria o modelo de pedágio. No entanto o governo federal chegou a um acordo com o estado, que mudou principalmente, o cálculo de aporte, originalmente em 1%, agora o aporte começa em 18%. O novo acordo não agradou partidos e políticos de esquerda.

## Galeria

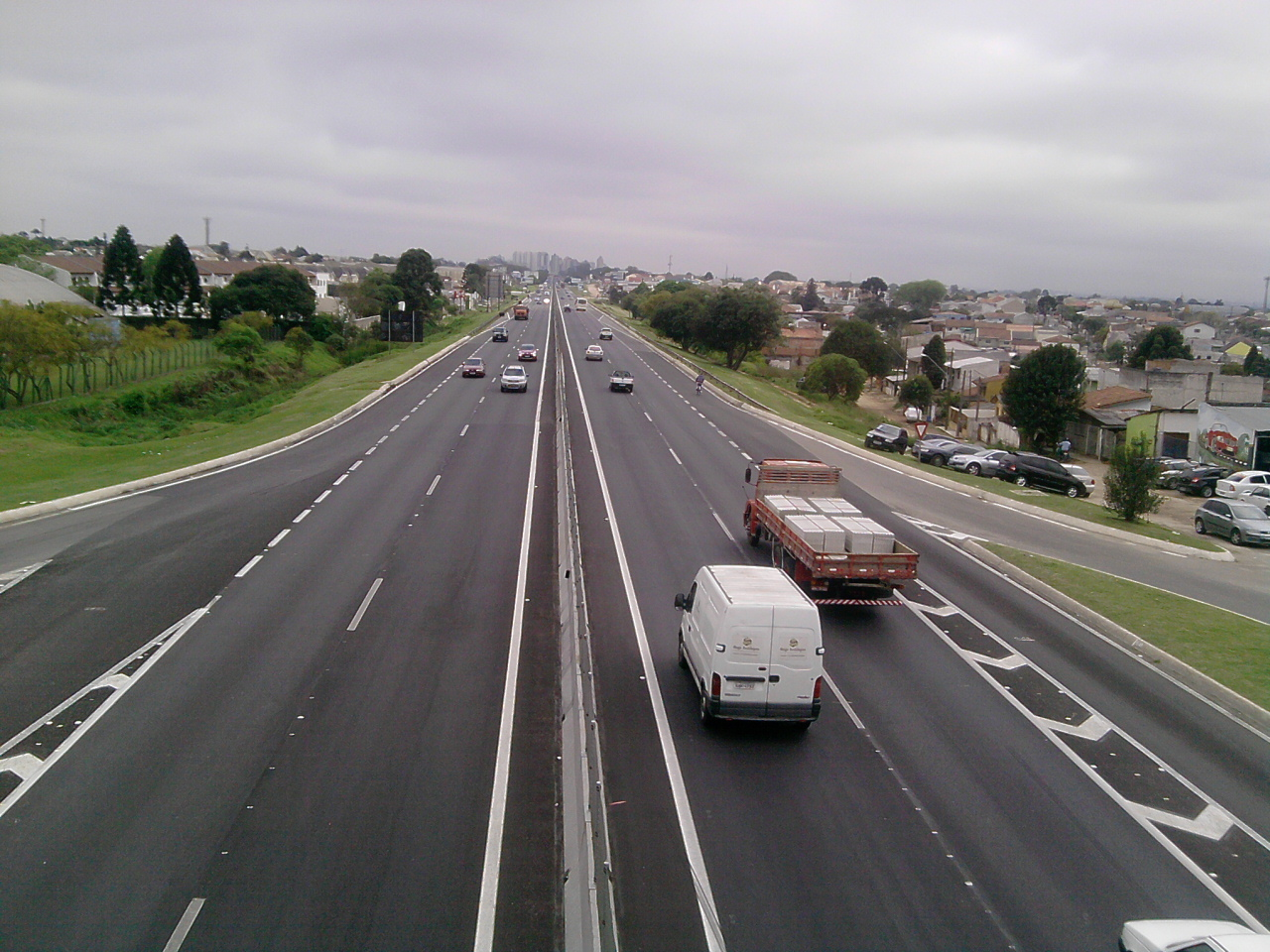
BR-277 em Curitiba
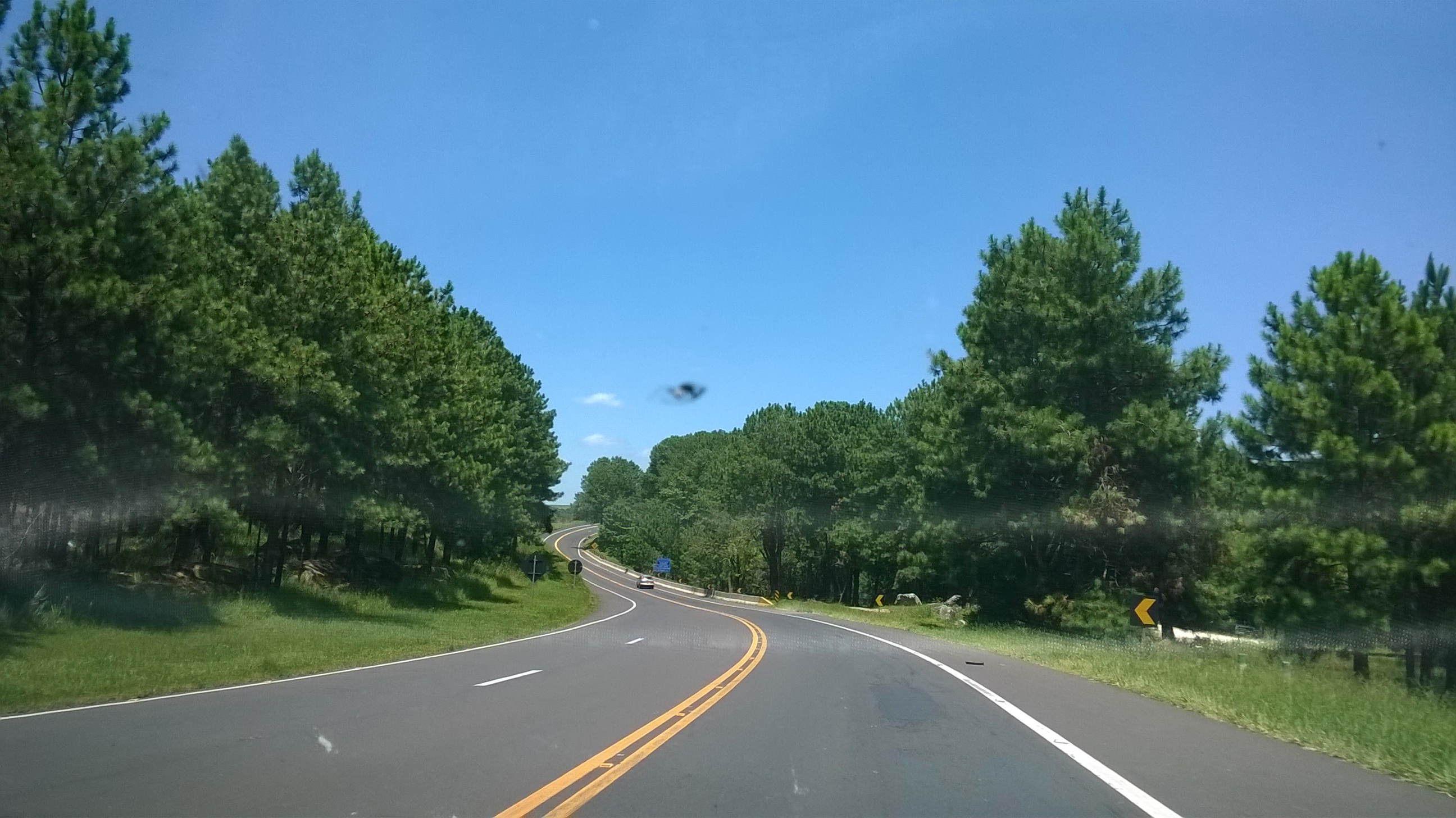
BR-277 em Balsa Nova
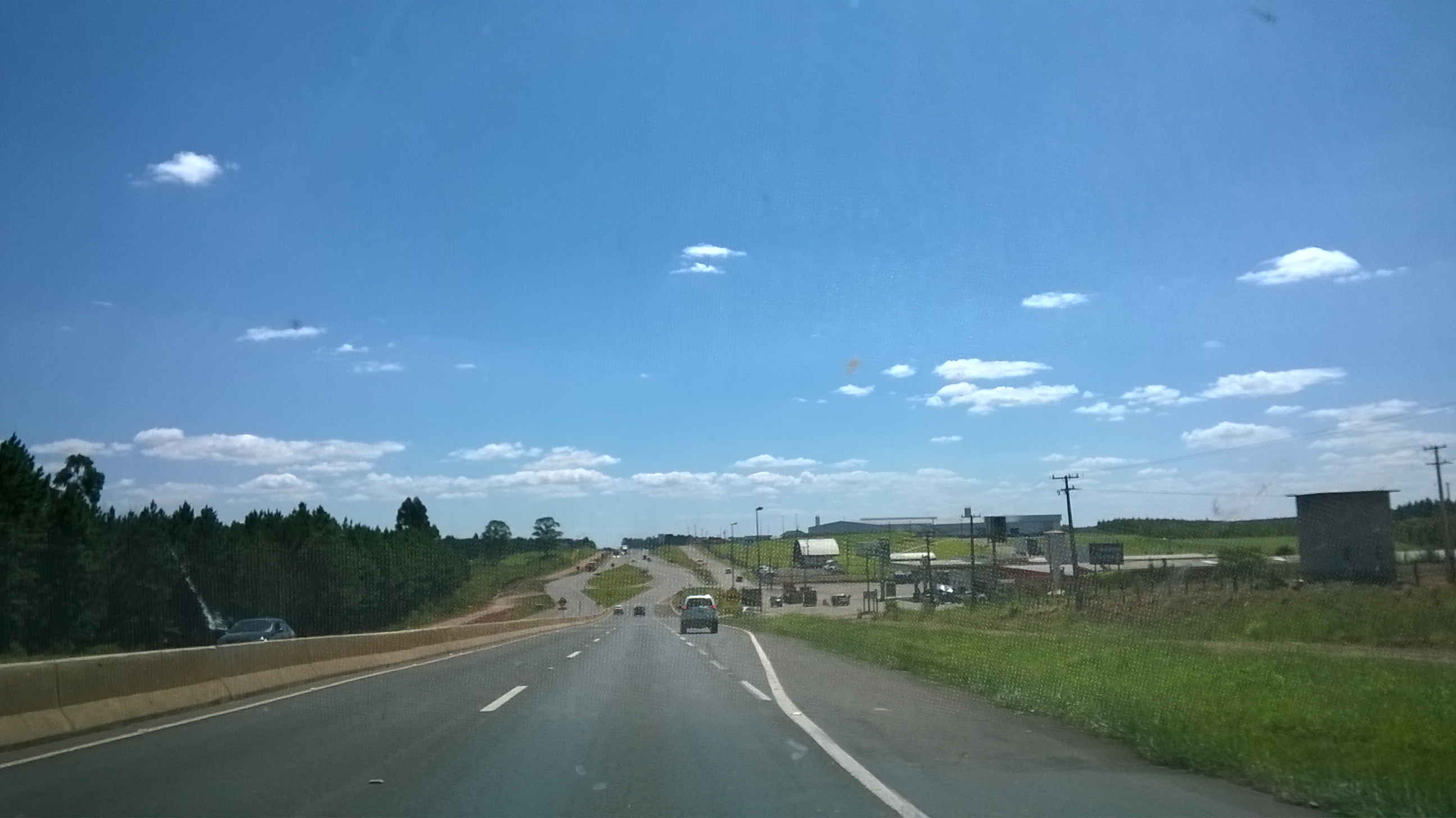
BR-277 em Guarapuava
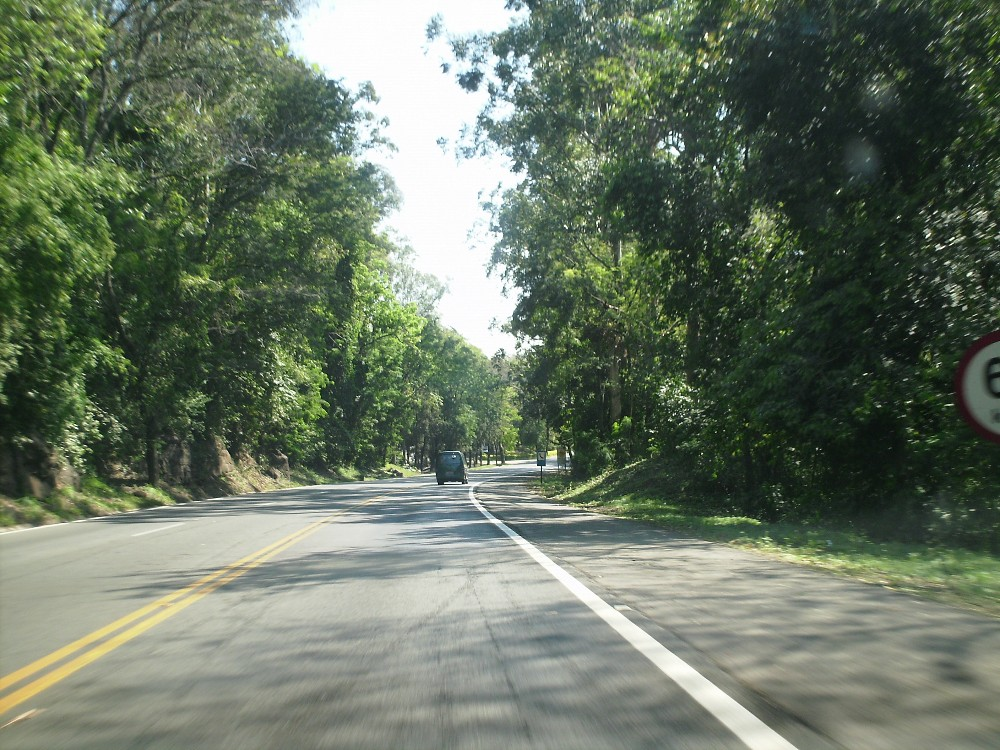
BR-277 em Matelândia
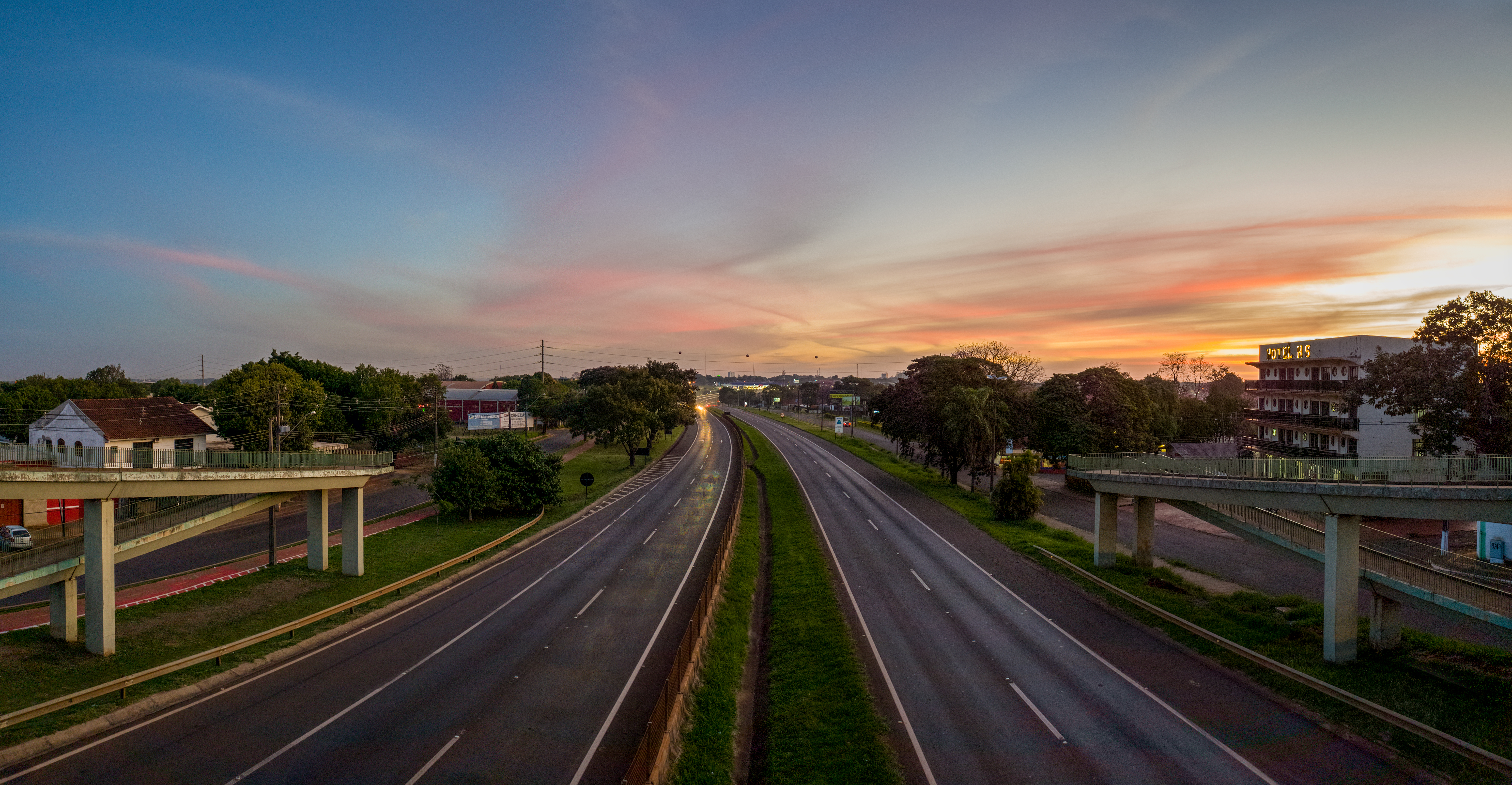
BR-277 em Foz do Iguaçu

## Trechos
| Ponto de referência                                            | Extensão do trecho | Extensão acumulada | Situação    |
| -------------------------------------------------------------- | ------------------ | ------------------ | ----------- |
| Ponte sobre o Rio Emboguaçu                                    | ---                | 0 km               | ---         |
| Acesso a Paranaguá                                             | 5,0 km             | 5,0 km             | Pavimentado |
| Entroncamento PR-407                                           | 1,3 km             | 6,3 km             | Duplicado   |
| Entroncamento PR-508                                           | 3,7 km             | 10,0 km            | Duplicado   |
| Entroncamento PR-408                                           | 18,7 km            | 28,7 km            | Duplicado   |
| Entroncamento BR-116                                           | 41,3 km            | 70,0 km            | Duplicado   |
| Entroncamento BR-476                                           | 13,9 km            | 83,9 km            | Duplicado   |
| Fim do trecho municipal de Curitiba                            | 18,3 km            | 102,2 km           | Duplicado   |
| Início do trecho coincidente com a BR-376                      | 5,3 km             | 107,5 km           | Duplicado   |
| Acesso a Campo Largo                                           | 14,4 km            | 121,9 km           | Duplicado   |
| Entroncamento PR-510 (Bateias)                                 | 2,4 km             | 124,3 km           | Duplicado   |
| Entroncamento PR-423                                           | 6,0 km             | 130,3 km           | Duplicado   |
| Acesso fábrica Itambé                                          | 3,7 km             | 134,0 km           | Duplicado   |
| Fim do trecho coincidente com a BR-376                         | 6,6 km             | 140,6 km           | Duplicado   |
| Entroncamento PR-427                                           | 24,5 km            | 165,1 km           | Pavimentado |
| Entroncamento PR-151                                           | 11,3 km            | 176,4 km           | Pavimentado |
| Entroncamento PR-438                                           | 65,8 km            | 242,2 km           | Pavimentado |
| Entroncamento BR-153 (Irati)                                   | 4,5 km             | 246,7 km           | Pavimentado |
| Início do trecho coincidente com a BR-373                      | 58,6 km            | 305,3 km           | Pavimentado |
| Início do trecho duplicado em Guarapuava                       | 32,7 km            | 338,0 km           | Pavimentado |
| Entroncamento BR-466 (Guarapuava)                              | 12,2 km            | 350,2 km           | Duplicado   |
| Fim do trecho duplicado em Guarapuava                          | 1,4 km             | 351,6 km           | Duplicado   |
| Fim do trecho coincidente com a BR-373                         | 51,8 km            | 403,4 km           | Pavimentado |
| Início do trecho coincidente com a BR-158 (Laranjeiras do Sul) | 54,8 km            | 458,2 km           | Pavimentado |
| Fim do trecho coincidente com a BR-158                         | 2,8 km             | 461,0 km           | Pavimentado |
| Entroncamento PR-473                                           | 22,2 km            | 483,2 km           | Pavimentado |
| Acesso a Guaraniaçu                                            | 38,7 km            | 521,9 km           | Pavimentado |
| Início do trecho coincidente com a PR-471                      | 13,2 km            | 535,1 km           | Pavimentado |
| Entroncamento PR-474                                           | 2,3 km             | 537,4 km           | Pavimentado |
| Fim do trecho coincidente com a PR-471                         | 17,8 km            | 555,2 km           | Pavimentado |
| Início do trecho coincidente com a PR-180                      | 31,1 km            | 586,3 km           | Pavimentado |
| Entroncamento BR-369                                           | 3,6 km             | 589,9 km           | Duplicado   |
| Perímetro urbano de Cascavel                                   | 10,6 km            | 600,5 km           | Pavimentado |
| Entroncamento BR-163                                           | 6,6 km             | 607,1 km           | Duplicado   |
| Fim da pista dupla                                             | 1,4 km             | 608,5 km           | Duplicado   |
| Entroncamento PR-586 (Santa Tereza do Oeste)                   | 7,1 km             | 615,6 km           | Pavimentado |
| Entroncamento PR-488 (Céu Azul)                                | 22,6 km            | 638,2 km           | Pavimentado |
| Entroncamento PR-590 (Matelândia)                              | 17,6 km            | 655,8 km           | Pavimentado |
| Início da pista dupla                                          | 3,2 km             | 659,0 km           | Pavimentado |
| Entroncamento PR-497 (São Miguel do Iguaçu)                    | 32,0 km            | 691,0 km           | Duplicado   |
| Entroncamento BR-600 (Foz do Iguaçu)                           | 40,0 km            | 731,0 km           | Duplicado   |
| Aduana Foz do Iguaçu                                           | 0,9 km             | 731,9 km           | Pavimentado |
| Fronteira Brasil-Paraguai (Ponte da Amizade)                   | 0,3 km             | 732,2 km           | Pavimentado |

Extensão pavimentada: 732,2 km (100,00%)
Extensão duplicada: 232,8 km (31,79%)

## Municípios servidos pela rodovia
Diretamente (Sentido Leste-Oeste)
- Paranaguá
- Piraquara
- São José dos Pinhais
- Curitiba
- Campo Largo
- Palmeira
- Irati
- Guarapuava
- Cantagalo
- Virmond
- Laranjeiras do Sul
- Nova Laranjeiras
- Guaraniaçu
- Ibema
- Cascavel
- Santa Tereza do Oeste
- Céu Azul
- Matelândia
- Medianeira
- São Miguel do Iguaçu
- Santa Terezinha de Itaipu
- Foz do Iguaçu

Indiretamente
- Pontal do Paraná (PR-407)
- Matinhos (PR-508)
- Morretes (PR-408)
- Pinhais (via Curitiba e Piraquara)
- Balsa Nova (PR-510)
- Porto Amazonas (PR-427)
- Fernandes Pinheiro (PR-438)
- Teixeira Soares (PR-438)
- Rebouças (BR-153)
- Prudentópolis (PR-160 e BR-373)
- Inácio Martins (PR-364)
- Goioxim (PR-364)
- Candói (BR-373)
- Porto Barreiro (PR-565)
- Rio Bonito do Iguaçu (BR-158)
- Campo Bonito (PR-474)
- Catanduvas (PR-471)
- Corbélia (BR-369)
- Lindoeste (BR-163)
- Vera Cruz do Oeste (PR-488)
- Ramilândia (PR-590)
- Serranópolis do Iguaçu (PR-495)
- Missal (PR-495 e PR-497)
- Itaipulândia (PR-497)
- Puerto Iguazú (ARG) (Pte. Tancredo Neves)
- Ciudad del Este (PAR) (Pte. International da Amizade)
- Hernandarias (PAR) (Supercarretera)